# Silvares (Lousada)
Silvares ist ein Ort und eine ehemalige Gemeinde (Freguesia) im portugiesischen Kreis Lousada. Die Gemeinde hatte 3196 Einwohner (Stand 30. Juni 2011).
Am 29. September 2013 wurden die Gemeinden Silvares, Pias, Nogueira und Alvarenga zur neuen Gemeinde União das Freguesias de Silvares, Pias, Nogueira e Alvarenga zusammengeschlossen. Silvares ist Sitz dieser neu gebildeten Gemeinde.